# Maiski (Amur)
Maiski (russisch Ма́йский) ist eine Siedlung (possjolok) in der Oblast Amur (Russland) mit 84 Einwohnern (Stand 2018).

## Geographie
Maiski liegt gut 250 km Luftlinie nordöstlich des Oblastverwaltungszentrums Blagoweschtschensk, etwa 7 km westlich des Flusses Selemdscha am linken Ufer des kleinen rechten Nebenflusses Neklja. Die Siedlung gehört zum Rajon Masanowski, dessen Verwaltungssitz Nowokijewski Uwal sich gut 80 km südwestlich befindet, sowie innerhalb des Rajons zur Landgemeinde Maiski selsowet. Obwohl namensgebend für die Gemeinde, befindet sich deren Verwaltung mittlerweile nicht mehr in Maiski, sondern in der heute um ein Mehrfaches größeren, gut zwei Kilometer westlich am rechten Ufer der Neklja gelegenen Siedlung Iwanowski.

## Geschichte
Der Ort entstand in den 1930er-Jahren im Zusammenhang mit der Goldförderung in dem Gebiet. 1939 erhielt er den Status einer Siedlung städtischen Typs. Blütezeit des Bergbaus waren die 1940er- bis 1950er-Jahre; danach sank auch die Einwohnerzahl kontinuierlich. Städtische Siedlung blieb Maiski aber noch bis 1997. Die wenigen heute noch existierenden Wohngebäude befinden sich im nördlichen bis nordöstlichen Teil der früheren Ortslage, etwa 0,5 bis 1,5 km der früheren Ortsmitte. 

### Bevölkerungsentwicklung
| Jahr | Einwohner |
| ---- | --------- |
| 1939 | 665       |
| 1959 | 1730      |
| 1970 | 811       |
| 1979 | 430       |
| 1989 | 240       |
| 2002 | 45        |
| 2010 | 134       |
| 2018 | 84        |

Anmerkung: Volkszählungsdaten (bis 2010)

## Verkehr
Maiski und Iwanowski sind über die Landstraße 10K-171 an das russische Straßennetz angeschlossen. Die Straße beginnt an der am linken Ufer der Selemdscha verlaufenden 10K-027 von Swobodny über Fewralsk nach Ekimtschan. Der Ort liegt zwischen der Baikal-Amur-Magistrale und der Transsibirischen Eisenbahn; die nächstgelegenen Stationen an diesen Strecken sind entsprechend Swobodny und Fewralsk, per Straße etwa 190 beziehungsweise 110 km entfernt.